# Camponotus hannani
Camponotus hannani é uma espécie de inseto do gênero Camponotus, pertencente à família Formicidae.